# Парламентаризам у Краљевини Југославији
Парламентарни избори у Краљевини Југославији се одржали су седам пута у раздобљу од 1918. до 1941. На тим изборима бирали су се народни посланици (тј. заступнике) за Народну скупштину у Београду.

## Историјат
Држава је за вријеме свог постојања два пута промијенила име. Изворни назив је био Краљевство Срба, Хрвата и Словенаца (1918—1921) који је промијењен доношењем Видовданског устава У Краљевину Срба, Хрвата и Словенаца (1921—1929) те коначно Законом о називу и Подјели Краљевине на управна подручја У Краљевину Југославију (1929—1941).
У складу с измјенама државног устројства у употреби била су два изборна закона. На прва четири избора у употреби је био изборни закон из 1920. Док је на каснијим изборима у употреби био изборни закон из 1931. Иако је требало по уставу да се избори одржавају сваке четири године у стварности то није било оствариво (нпр. само у осмогодишњем раздобљу Видовданског устава дошло је до трију парламентарних избора и промјене 24 влада). Бирачко право су имали сви мушкарци који су у тренутку састављања бирачких пописа навршили 21 годину и били држављани Краљевине СХС (односно Краљевине Југославије).
Укупно најуспјешнија странка на парламентарним изборима била је Народна радикална странка, која је три пута освојила највећи број мандата.

## Попис парламентарних избора

### Избори за Уставотворну скупштину
- Избори за Уставотворну скупштину Краљевине СХС 1920. Одржани 28. новембра 1920. бирано 419 посланика.

### Избори извршени на основу Устава из 1921.
- Избори за народне посланике Краљевине СХС 1923. Одржани 18. марта 1923. бирано 312 посланика.
- Избори за народне посланике Краљевине СХС 1925. Одржани 8. фебруара 1925. бирано 315 посланика.
- Избори за народне посланике Краљевине СХС 1927. Одржани 11. септембра 1927. бирано 315 посланика.

### Избори извршени на основу Устава из 1931.
- Избори за народне посланике Краљевине Југославије 1931. Одржани 8. новембра 1931. бирано 305 посланика.
- Избори за народне посланике Краљевине Југославије 1935. Одржани 5. маја 1935. бирано 370 посланика.
- Избори за народне посланике Краљевине Југославије 1938. Одржани 11. децембра 1938. бирано 373 посланика.

## Политичке партије у Краљевини СХС/Југославији
- Народна радикална странка
- Демократска странка (Југославија)
- Земљорадничка странка
- Југословенски народни покрет Збор
- Народна сељачка странка (Југославија)
- Џемијет
- Југословенска национална странка
- Југословенска народна странка
- Југословенска радикална заједница
- Југословенска муслиманска организација
- Словеначка народна странка
- Хрватска сељачка странка
- Хрватска федералистичка сељачка странка
- Самостална демократска странка
- Црногорска федералистичка странка
- Социјалистичка партија Југославије
- Социјалистичка радничка партија Југославије (комуниста)
- Комунистичка партија Југославије
- Независна радничка партија Југославије
- Странка радног народа
- Југословенска републиканска странка
- Југословенска социјалдемократска странка
- Хрватска пучка и Буњевачко-шокачка странка
- Немачка странка Југославије
- Српска радикална странка (странка Милана Стојадиновића од 1940)
- Независна радикална странка
- Радикална социјална странка

## Извршна власт
Чињенице, као што су оне на које је указивала београдска Политика, на пример да је Краљевина за првих десет година имала 123 министра, од којих је 60 било из Србије а 63 (дакле већина) из “прека”, да је Хрватска дала 20 а Далмација осам министара итд., дакле чињенице које су аргументовано обарале стереотипе – нису уважаване.